# Вийар-Кольмар
Вийа́р-Кольма́р или Виллар-Кольмар (фр. Villars-Colmars, окс. Vilars de Cormarç) — коммуна во Франции, находится в регионе Прованс — Альпы — Лазурный Берег. Департамент коммуны — Альпы Верхнего Прованса. Входит в состав кантона Алло-Кольмар. Округ коммуны — Кастелан.
Код INSEE коммуны — 04240.

## Население
Население коммуны на 2008 год составляло 238 человек.
| 1962 | 1968 | 1975 | 1982 | 1990 | 1999 | 2008 |
| ---- | ---- | ---- | ---- | ---- | ---- | ---- |
| 94   | 107  | 97   | 141  | 203  | 209  | 238  |

## Экономика
В 2007 году среди 160 человек в трудоспособном возрасте (15—64 лет) 107 были экономически активными, 53 — неактивными (показатель активности — 66,9 %, в 1999 году было 66,2 %). Из 107 активных работали 97 человек (57 мужчин и 40 женщин), безработных было 10 (3 мужчин и 7 женщин). Среди 53 неактивных 11 человек были учениками или студентами, 17 — пенсионерами, 25 были неактивными по другим причинам.

## Достопримечательности
- Солнечные часы (1699 год)
- Церковь Св. Рафаэля

## Фотогалерея

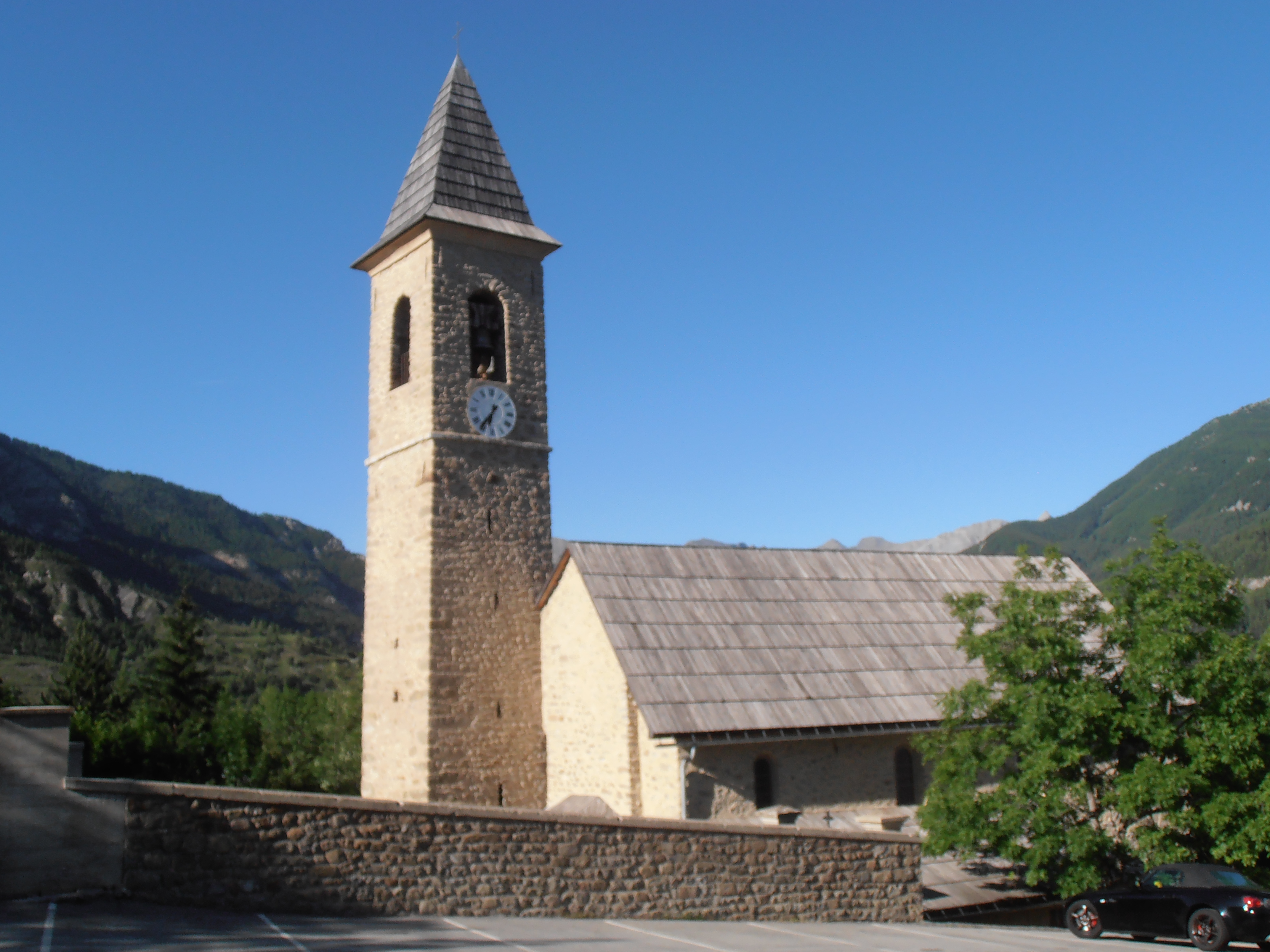
Приходская церковь
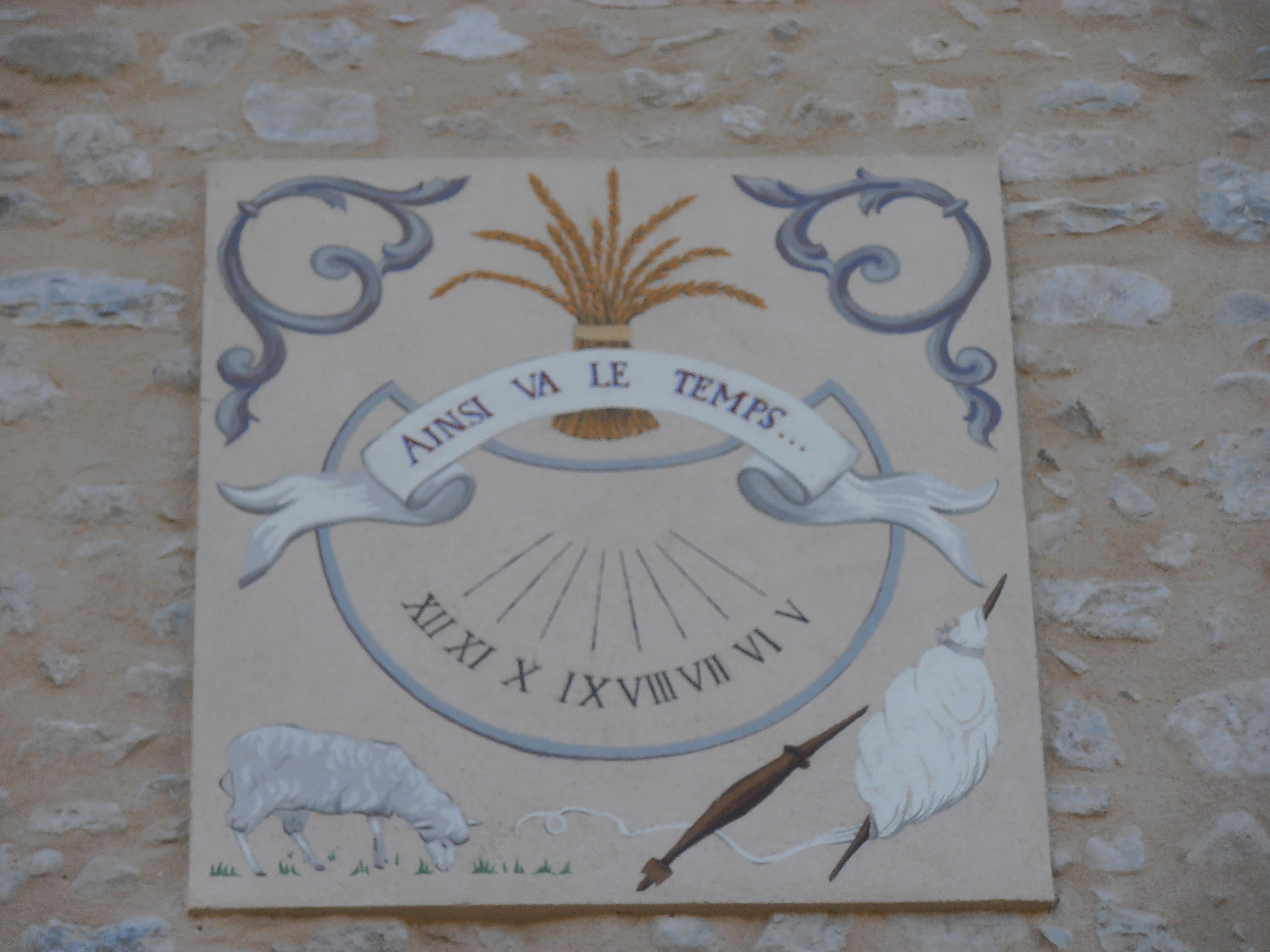
Солнечные часы
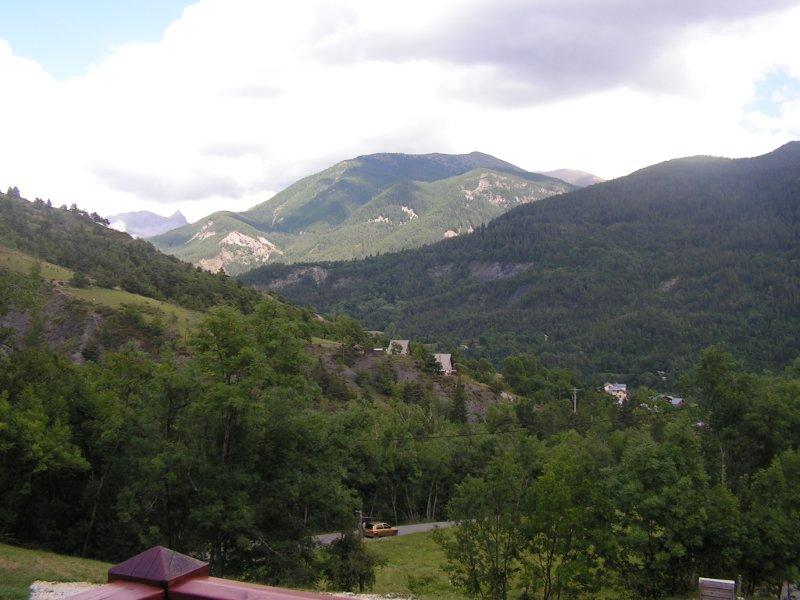
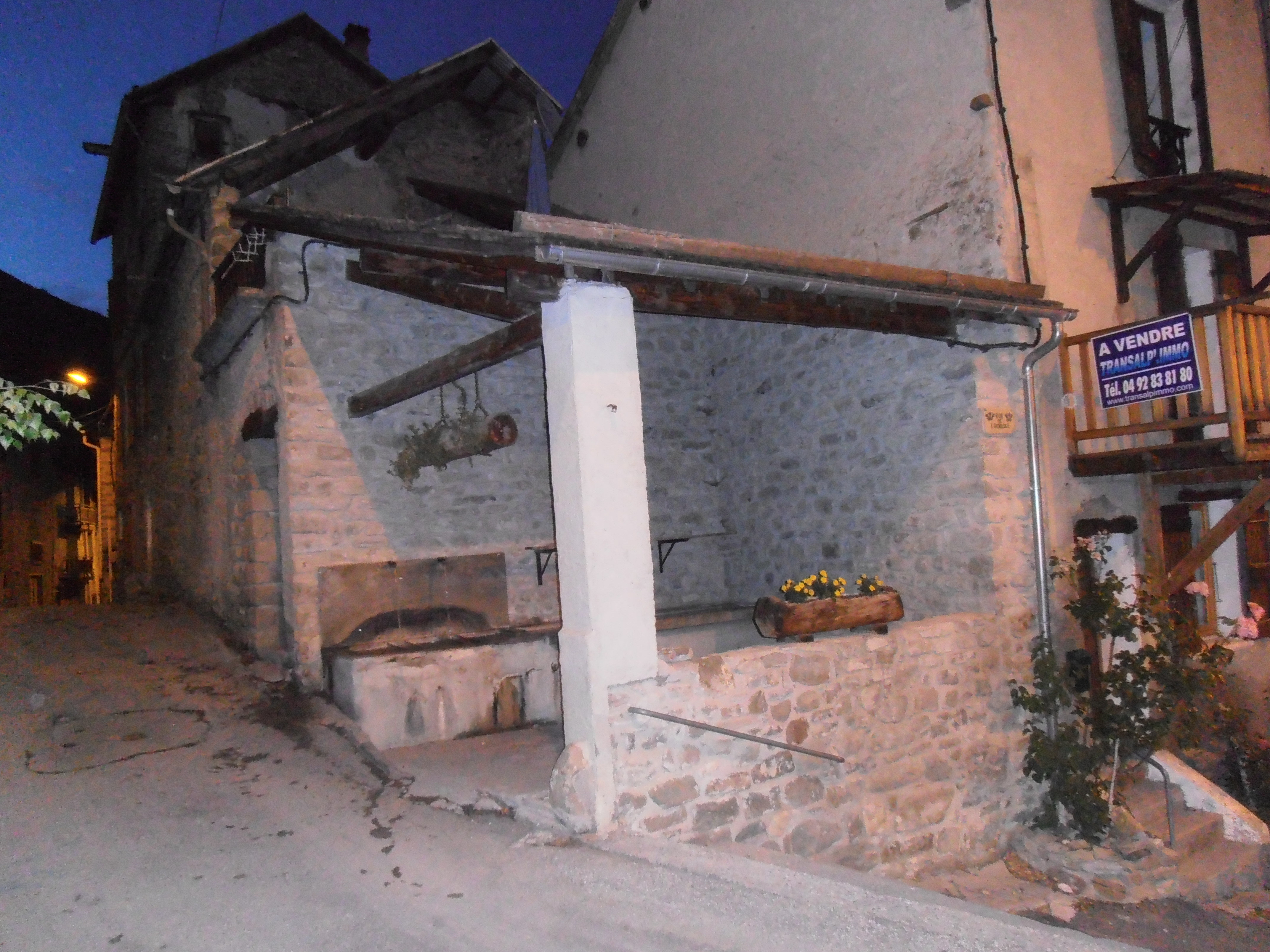
Прачечная